# Roda (Fluss)
Die Roda ist ein 33,6 km langer, rechtsseitiger Zufluss der Saale im östlichen Thüringen (Deutschland).

## Flusslauf
Der Fluss entspringt nahe Rodaborn nördlich von Triptis und fließt durch die so genannten Tälerdörfer (u. a. Renthendorf) nach Stadtroda und mündet in Jena in die Saale.
Ein Teil des Wassers wird im Kombikraftwerk Jena-Süd aufbereitet und als Kesselspeisewasser genutzt.

## Namensherkunft
Der Flussname leite sich vom althochdeutschen rod bzw. dem mittelhochdeutschen rot ab. Dies ist der Stamm des, bis heute verwendeten, mittelniederdeutschen Wortes roden (bis in die Wurzeln tilgen).

## Bilder

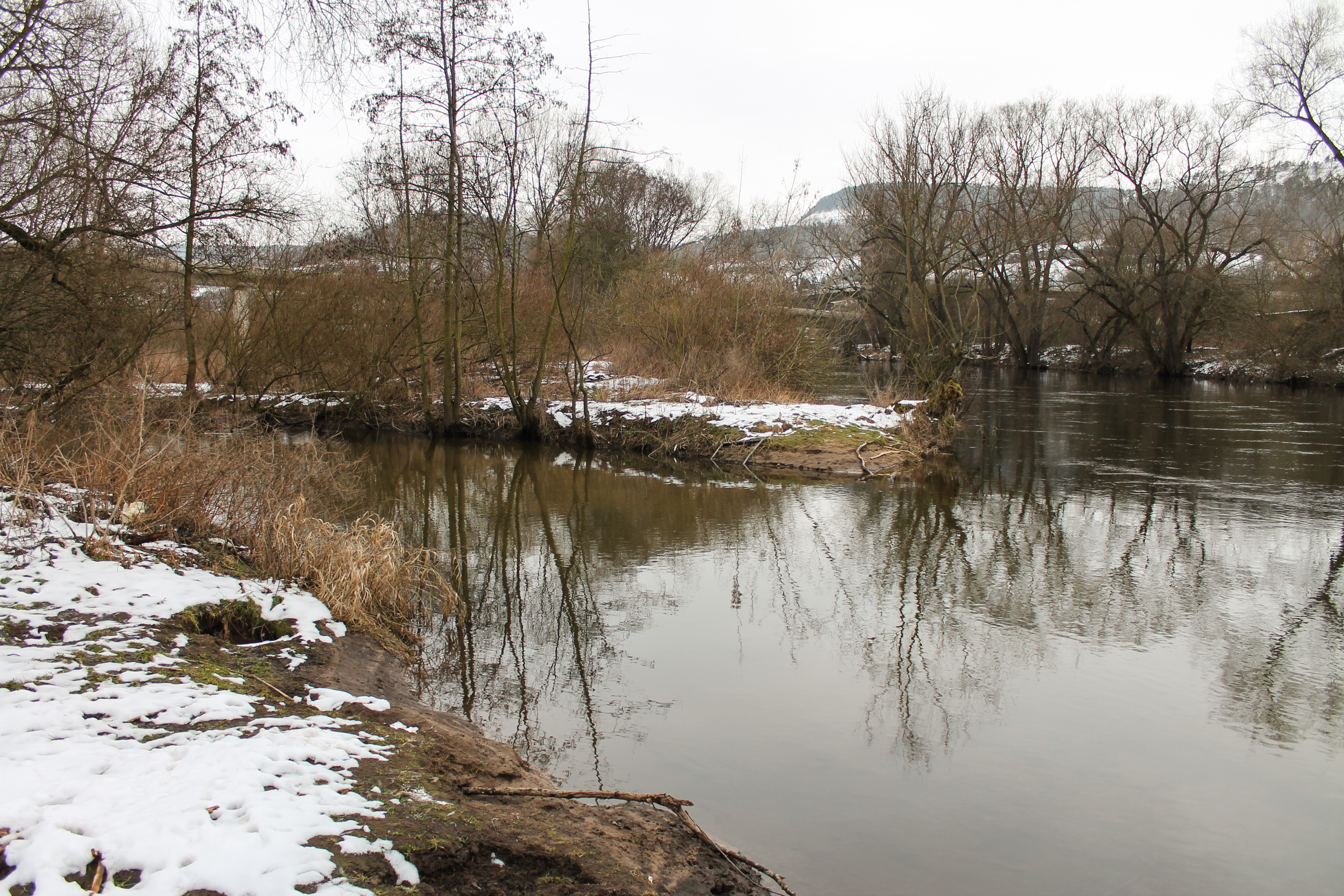
Mündung der Roda in die Saale
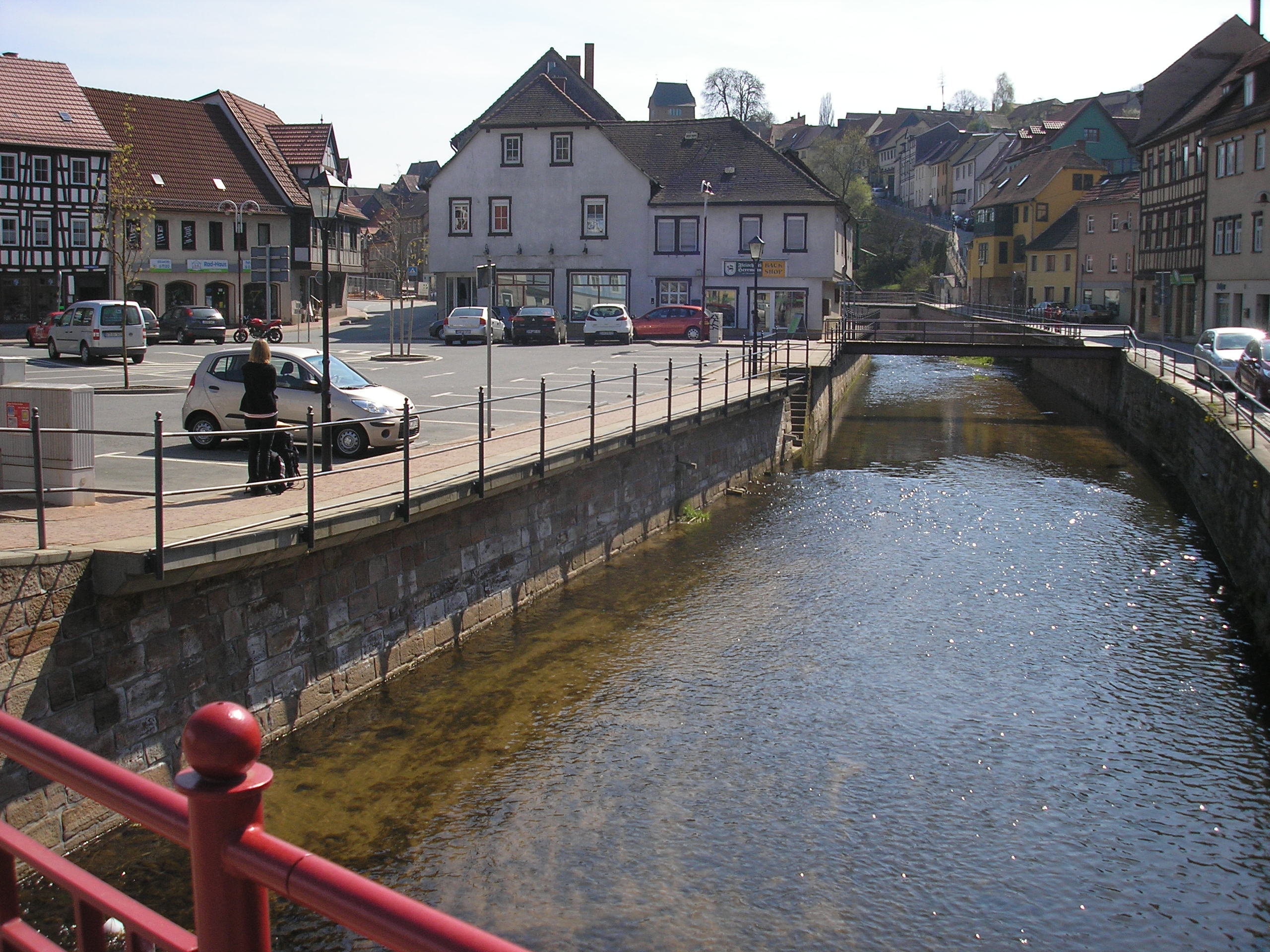
Roda in Stadtroda
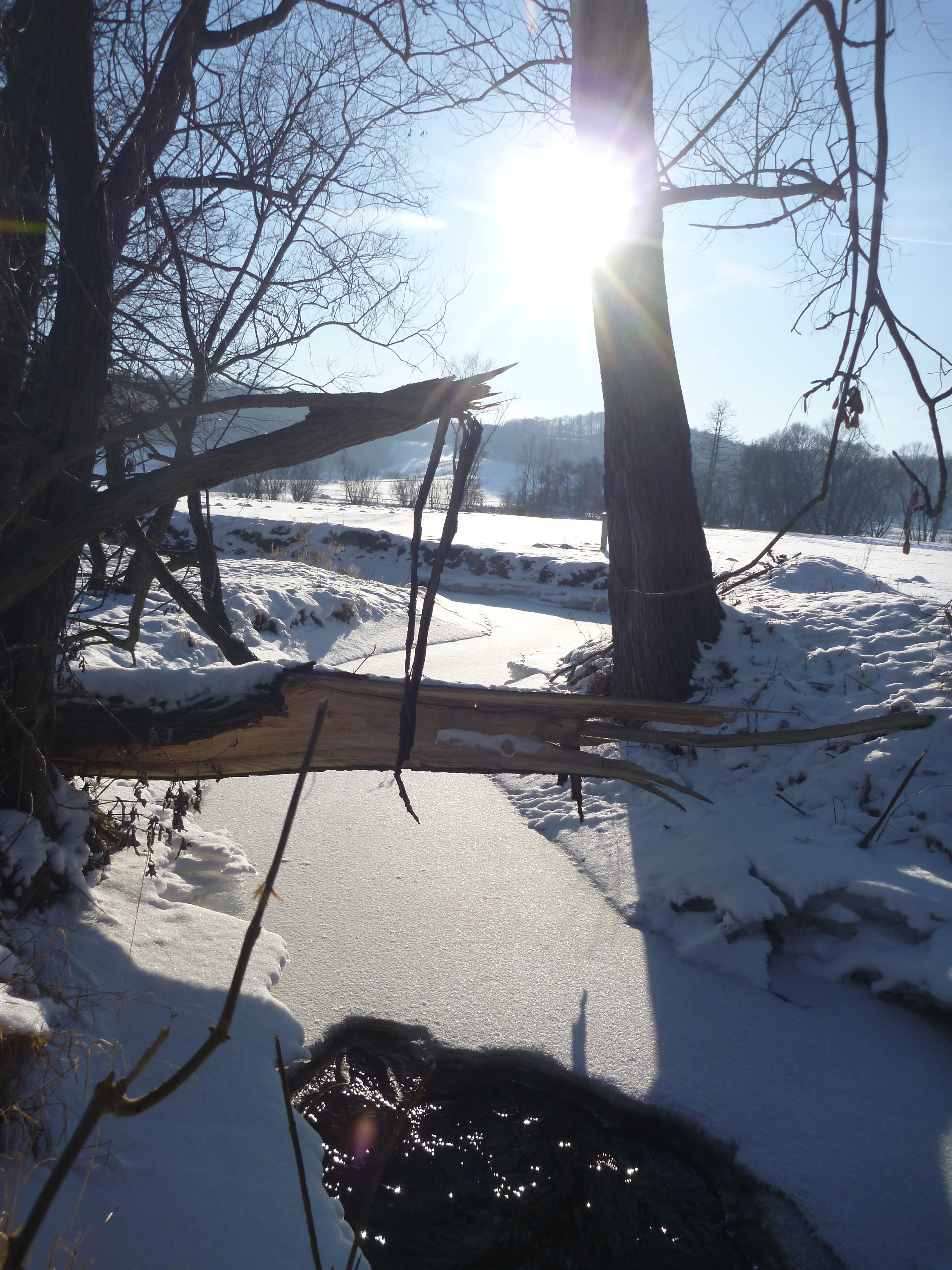
Zugefrorener Nebenzweig der Roda in Rutha bei Jena